# Errata (Korrekturverzeichnis)

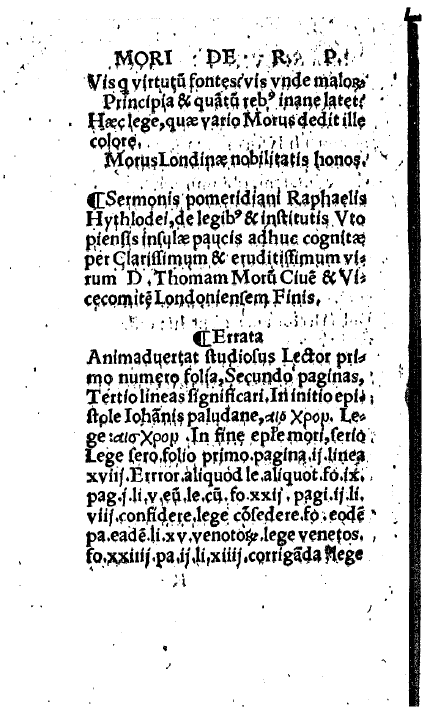
Errata in Thomas Morus’ Utopia (1517)

Errata (Plural von lat. erratum „Fehler“; auch Corrigenda oder Korrigenda) bezeichnet das Verzeichnis von Druck- und anderen Fehlern einer Drucksache und deren Korrektur. Solche Verzeichnisse sind seit dem 16. Jahrhundert üblich. Sie wurden oftmals auf den letzten Bogen eines Buches gedruckt, wenn die Fehler erst bemerkt wurden, nachdem die ersten Bogen bereits ausgedruckt vorlagen, und ein Neudruck zu kostspielig gewesen wäre. 
Die Herausgabe von Korrekturverzeichnissen ist bei wissenschaftlicher Literatur von Belang, um bis zum Erscheinen der nachfolgenden Auflage dem Leser die Fehler baldigst mitzuteilen. Die Errata können eine einzelne Einlegeseite bis zu einem mehrseitigen Einlegeheft umfassen und werden meist unentgeltlich von den Verlagen über den Buchhandel verteilt. Bei einer folgenden Neuauflage des jeweiligen Buches werden die Korrekturen möglichst eingearbeitet.
Das Synonym Corrigendum (lat. „zu Korrigierendes“) ist die Gesamtheit der Korrekturen der zu berichtigenden Fehler oder Druckfehler in einem Text oder Druckerzeugnis, also der Druckberichtigungen. Der Begriff wird oft auch mit gleicher Bedeutung in der Mehrzahl benutzt: Corrigenda ist die traditionelle Überschrift über den am Ende eines Buches aufgeführten Berichtigungen.
Verwandt ist das Addendum, der Nachtrag von vergessenen Textstellen, mitunter auch bedeutenden Entdeckungen, die erst nach dem Druck des Buches gemacht wurden und daher nicht darin enthalten sind. 
In der Elektronik, insbesondere bei Prozessoren, werden Errata mit bekannt gewordenen Designfehlern („Bugs“) vom Hersteller veröffentlicht. Ein bekanntes Beispiel ist eine falsche Berechnung von Divisionen in einer frühen Intel-Pentium-Version (Pentium-FDIV-Bug).